# Brachynillus
Brachynillus is een geslacht van kevers uit de familie van de loopkevers (Carabidae). De wetenschappelijke naam van het geslacht is voor het eerst geldig gepubliceerd in 1904 door Reitter.

## Soorten
Het geslacht Brachynillus omvat de volgende soorten:
- Brachynillus natalensis Basilewsky, 1988
- Brachynillus pallidus (Peringuey, 1896)
- Brachynillus varendorffi Reitter, 1904